# Grand Prix Abu Zabi 2012
Grand Prix Abu Zabi 2012 (oficjalnie 2012 Formula 1 Etihad Airways Abu Dhabi Grand Prix) – osiemnasta runda Mistrzostw Świata Formuły 1 w sezonie 2012.

## Lista startowa
Na niebieskim tle kierowcy biorący udział jedynie w piątkowych treningach
| Nr | Kierowca            | Zespół                        | Samochód          | Silnik               | Opony |
| -- | ------------------- | ----------------------------- | ----------------- | -------------------- | ----- |
| 1  | Sebastian Vettel    | Red Bull Racing               | Red Bull RB8      | Renault RS27-2012    | P     |
| 2  | Mark Webber         | Red Bull Racing               | Red Bull RB8      | Renault RS27-2012    | P     |
| 3  | Jenson Button       | Vodafone McLaren Mercedes     | McLaren MP4-27    | Mercedes-Benz FO108Y | P     |
| 4  | Lewis Hamilton      | Vodafone McLaren Mercedes     | McLaren MP4-27    | Mercedes-Benz FO108Y | P     |
| 5  | Fernando Alonso     | Scuderia Ferrari              | Ferrari F2012     | Ferrari 056          | P     |
| 6  | Felipe Massa        | Scuderia Ferrari              | Ferrari F2012     | Ferrari 056          | P     |
| 7  | Michael Schumacher  | Mercedes AMG Petronas F1 Team | Mercedes F1 W03   | Mercedes-Benz FO108Y | P     |
| 8  | Nico Rosberg        | Mercedes AMG Petronas F1 Team | Mercedes F1 W03   | Mercedes-Benz FO108Y | P     |
| 9  | Kimi Räikkönen      | Lotus F1 Team                 | Lotus E20         | Renault RS27-2012    | P     |
| 10 | Romain Grosjean     | Lotus F1 Team                 | Lotus E20         | Renault RS27-2012    | P     |
| 11 | Paul di Resta       | Sahara Force India F1 Team    | Force India VJM05 | Mercedes-Benz FO108Y | P     |
| 11 | Jules Bianchi       | Sahara Force India F1 Team    | Force India VJM05 | Mercedes-Benz FO108Y | P     |
| 12 | Nico Hülkenberg     | Sahara Force India F1 Team    | Force India VJM05 | Mercedes-Benz FO108Y | P     |
| 14 | Kamui Kobayashi     | Sauber F1 Team                | Sauber C31        | Ferrari 056          | P     |
| 15 | Sergio Pérez        | Sauber F1 Team                | Sauber C31        | Ferrari 056          | P     |
| 16 | Daniel Ricciardo    | Scuderia Toro Rosso           | Toro Rosso STR7   | Ferrari 056          | P     |
| 17 | Jean-Éric Vergne    | Scuderia Toro Rosso           | Toro Rosso STR7   | Ferrari 056          | P     |
| 18 | Pastor Maldonado    | Williams F1                   | Williams FW34     | Renault RS27-2012    | P     |
| 19 | Bruno Senna         | Williams F1                   | Williams FW34     | Renault RS27-2012    | P     |
| 19 | Valtteri Bottas     | Williams F1                   | Williams FW34     | Renault RS27-2012    | P     |
| 20 | Heikki Kovalainen   | Caterham F1 Team              | Caterham CT01     | Renault RS27-2012    | P     |
| 21 | Witalij Pietrow     | Caterham F1 Team              | Caterham CT01     | Renault RS27-2012    | P     |
| 21 | Giedo van der Garde | Caterham F1 Team              | Caterham CT01     | Renault RS27-2012    | P     |
| 22 | Pedro de la Rosa    | HRT F1 Team                   | HRT F112          | Cosworth CA2012      | P     |
| 23 | Narain Karthikeyan  | HRT F1 Team                   | HRT F112          | Cosworth CA2012      | P     |
| 23 | Ma Qinghua          | HRT F1 Team                   | HRT F112          | Cosworth CA2012      | P     |
| 24 | Timo Glock          | Marussia F1 Team              | Marussia MR-01    | Cosworth CA2012      | P     |
| 25 | Charles Pic         | Marussia F1 Team              | Marussia MR-01    | Cosworth CA2012      | P     |
| 25 | Max Chilton         | Marussia F1 Team              | Marussia MR-01    | Cosworth CA2012      | P     |
| Nr | Kierowca            | Zespół                        | Samochód          | Silnik               | Opony |

## Wyniki

### Sesje treningowe
Źródło: Wyprzedź Mnie!
| Sesja | Nr | Kierowca         | Konstruktor      | Czas     | Okr. |
| ----- | -- | ---------------- | ---------------- | -------- | ---- |
| 1     | 4  | Lewis Hamilton   | McLaren-Mercedes | 1:43,285 | 21   |
| 2     | 1  | Sebastian Vettel | Red Bull-Renault | 1:41,751 | 33   |
| 3     | 4  | Lewis Hamilton   | McLaren-Mercedes | 1:42,130 | 18   |

### Kwalifikacje
Źródło: Wyprzedź Mnie!
| Poz. | Nr | Kierowca           | Konstruktor          | Q1       | Q2       | Q3       | Poz. s. |
| --- | --- | ------------------ | -------------------- | -------- | -------- | -------- | ------- |
| 1 | 4 | Lewis Hamilton     | McLaren-Mercedes     | 1:41,497 | 1:40,901 | 1:40,630 | 1       |
| 2 | 2 | Mark Webber        | Red Bull-Renault     | 1:41,933 | 1:41,277 | 1:40,978 | 2       |
| 3 | 18 | Pastor Maldonado   | Williams-Renault     | 1:41,981 | 1:41,907 | 1:41,226 | 3       |
| 4 | 9 | Kimi Räikkönen     | Lotus-Renault        | 1:42,222 | 1:41,532 | 1:41,260 | 4       |
| 5 | 3 | Jenson Button      | McLaren-Mercedes     | 1:42,342 | 1:41,873 | 1:41,290 | 5       |
| 6 | 5 | Fernando Alonso    | Ferrari              | 1:41,939 | 1:41,514 | 1:41,582 | 6       |
| 7 | 8 | Nico Rosberg       | Mercedes             | 1:41,926 | 1:41,698 | 1:41,603 | 7       |
| 8 | 6 | Felipe Massa       | Ferrari              | 1:41,974 | 1:41,846 | 1:41,723 | 8       |
| 9 | 10 | Romain Grosjean    | Lotus-Renault        | 1:42,046 | 1:41,620 | 1:41,778 | 9       |
| 10 | 12 | Nico Hülkenberg    | Force India-Mercedes | 1:42,579 | 1:42,019 | –        | 10      |
| 11 | 15 | Sergio Pérez       | Sauber-Ferrari       | 1:42,624 | 1:42,084 | –        | 11      |
| 12 | 11 | Paul di Resta      | Force India-Mercedes | 1:42,572 | 1:42,218 | –        | 12      |
| 13 | 7 | Michael Schumacher | Mercedes             | 1:42,735 | 1:42,289 | –        | 13      |
| 14 | 19 | Bruno Senna        | Williams-Renault     | 1:43,298 | 1:42,330 | –        | 14      |
| 15 | 14 | Kamui Kobayashi    | Sauber-Ferrari       | 1:43,582 | 1:42,606 | –        | 15      |
| 16 | 16 | Daniel Ricciardo   | Toro Rosso-Ferrari   | 1:43,280 | 1:42,765 | –        | 16      |
| 17 | 17 | Jean-Éric Vergne   | Toro Rosso-Ferrari   | 1:44,058 | –        | –        | 17      |
| 18 | 20 | Heikki Kovalainen  | Caterham-Renault     | 1:44,956 | –        | –        | 18      |
| 19 | 25 | Charles Pic        | Marussia-Cosworth    | 1:45,089 | –        | –        | 19      |
| 20 | 21 | Witalij Pietrow    | Caterham-Renault     | 1:45,151 | –        | –        | 20      |
| 21 | 24 | Timo Glock         | Marussia-Cosworth    | 1:45,426 | –        | –        | 21      |
| 22 | 22 | Pedro de la Rosa   | HRT-Cosworth         | 1:45,766 | –        | –        | PIT     |
| 23 | 23 | Narain Karthikeyan | HRT-Cosworth         | 1:46,382 | –        | –        | 22      |
| Zdyskwalifikowani | |                    |                      |          |          |          |         |
| | 1 | Sebastian Vettel   | Red Bull-Renault     | 1:42,160 | 1:41,511 | 1:41,073 | PIT     |
| Poz. | Nr | Kierowca           | Konstruktor          | Q1       | Q2       | Q3       | Poz. s. |
| \| Legenda \| Legenda \| \| ------------------------ \| ---------------------------------------------------------------------------------------------------------------------------------------------------------------------------------------------------------------------------------------------------------------- \| \| Poz. Nr Q1 Q2 Q3 Poz. s. \| Pozycja zajęta w sesji kwalifikacyjnej Numer startowy kierowcy Wynik uzyskany w pierwszej części kwalifikacji Wynik uzyskany w drugiej części kwalifikacji Wynik uzyskany w trzeciej części kwalifikacji Pozycja startowa po uwzględnięniu kar, przesunięć, itp. \| | |                    |                      |          |          |          |         |
| Legenda | |                    |                      |          |          |          |         |
| Poz. Nr Q1 Q2 Q3 Poz. s. | Pozycja zajęta w sesji kwalifikacyjnej Numer startowy kierowcy Wynik uzyskany w pierwszej części kwalifikacji Wynik uzyskany w drugiej części kwalifikacji Wynik uzyskany w trzeciej części kwalifikacji Pozycja startowa po uwzględnięniu kar, przesunięć, itp. |                    |                      |          |          |          |         |

### Wyścig

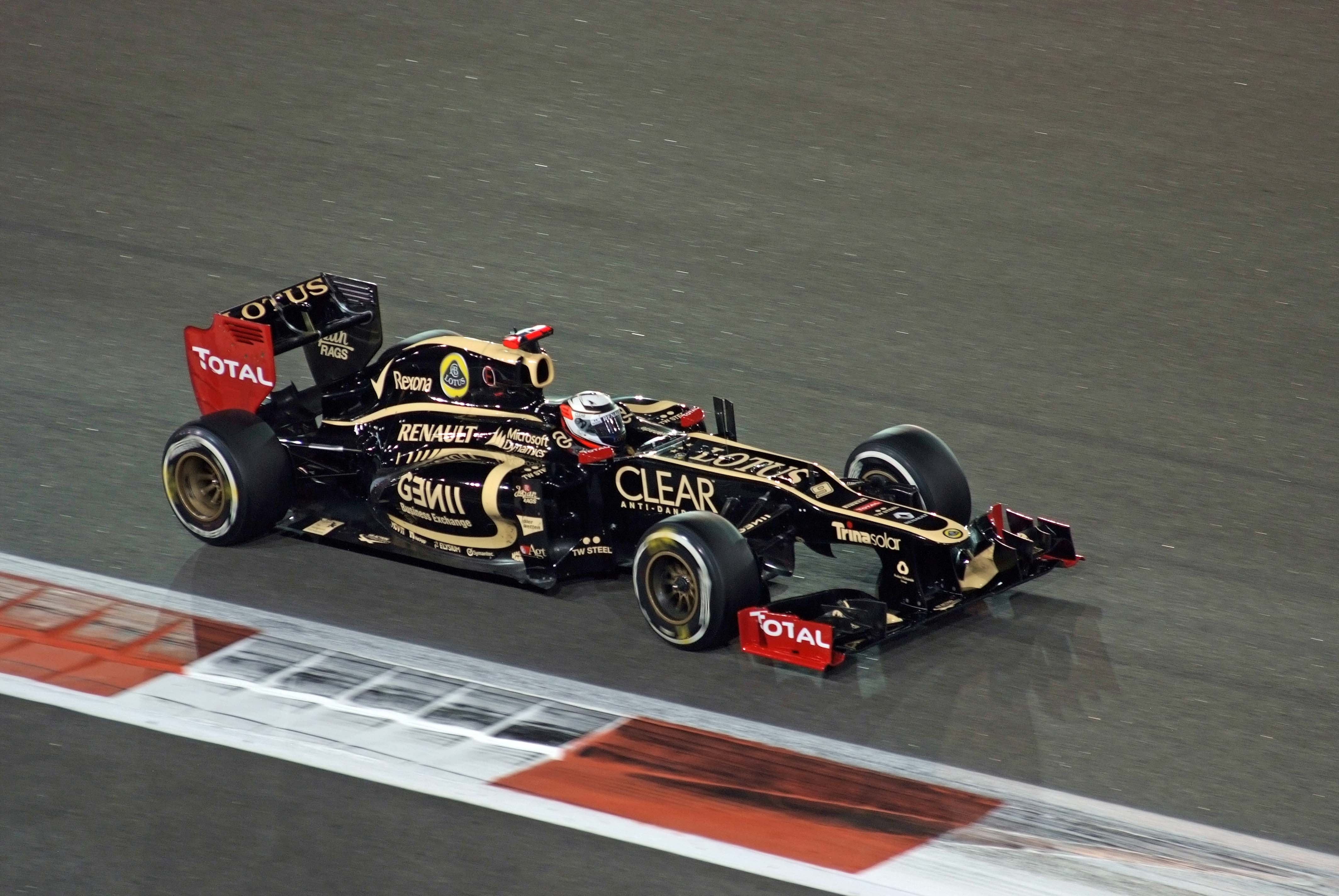
Kimi Räikkönen podczas wyścigu

Źródło: Wyprzedź Mnie!
| P                 | + / – | Nr | Kierowca           | Konstruktor          | Okr. | Czas / Strata                   | Komentarz |
| ----------------- | ----- | -- | ------------------ | -------------------- | ---- | ------------------------------- | --------- |
| 1                 | 3     | 9  | Kimi Räikkönen     | Lotus-Renault        | 55   | 1h45m58,667                     |           |
| 2                 | 4     | 5  | Fernando Alonso    | Ferrari              | 55   | +0:00,885                       |           |
| 3                 | 21    | 1  | Sebastian Vettel   | Red Bull-Renault     | 55   | +0:04,163                       |           |
| 4                 | 1     | 3  | Jenson Button      | McLaren-Mercedes     | 55   | +0:07,787                       |           |
| 5                 | 2     | 18 | Pastor Maldonado   | Williams-Renault     | 55   | +0:13,007                       |           |
| 6                 | 9     | 14 | Kamui Kobayashi    | Sauber-Ferrari       | 55   | +0:20,076                       |           |
| 7                 | 1     | 6  | Felipe Massa       | Ferrari              | 55   | +0:22,896                       |           |
| 8                 | 6     | 19 | Bruno Senna        | Williams-Renault     | 55   | +0:23,542                       |           |
| 9                 | 3     | 11 | Paul di Resta      | Force India-Mercedes | 55   | +0:24,160                       |           |
| 10                | 6     | 16 | Daniel Ricciardo   | Toro Rosso-Ferrari   | 55   | +0:27,463                       |           |
| 11                | 2     | 7  | Michael Schumacher | Mercedes             | 55   | +0:28,075                       |           |
| 12                | 5     | 17 | Jean-Éric Vergne   | Toro Rosso-Ferrari   | 55   | +0:34,906                       |           |
| 13                | 5     | 20 | Heikki Kovalainen  | Caterham-Renault     | 55   | +0:47,764                       |           |
| 14                | 7     | 24 | Timo Glock         | Marussia-Cosworth    | 55   | +0:56,473                       |           |
| 15                | 4     | 15 | Sergio Pérez       | Sauber-Ferrari       | 55   | +0:56,768                       | [ a ]     |
| 16                | 4     | 21 | Witalij Pietrow    | Caterham-Renault     | 55   | +1:04,595                       |           |
| 17                | 5     | 22 | Pedro de la Rosa   | HRT-Cosworth         | 55   | +1:11,778                       |           |
| Niesklasyfikowani |       |    |                    |                      |      |                                 |           |
|                   |       | 25 | Charles Pic        | Marussia-Cosworth    | 41   | silnik                          |           |
|                   |       | 10 | Romain Grosjean    | Lotus-Renault        | 37   | kolizja z Webberem              |           |
|                   |       | 2  | Mark Webber        | Red Bull-Renault     | 37   | kolizja z Grosjeanem            |           |
|                   |       | 4  | Lewis Hamilton     | McLaren-Mercedes     | 19   | ciśnienie paliwa                |           |
|                   |       | 23 | Narain Karthikeyan | HRT-Cosworth         | 7    | hydraulika/kolizja z Rosbergiem |           |
|                   |       | 8  | Nico Rosberg       | Mercedes             | 7    | kolizja z Karthikeyanem         |           |
|                   |       | 12 | Nico Hülkenberg    | Force India-Mercedes | 0    | kolizja z Senną                 |           |
| P                 | + / – | Nr | Kierowca           | Konstruktor          | Okr. | Czas / Strata                   | Komentarz |

### Najszybsze okrążenie
Źródło: Wyprzedź Mnie!
| Nr | Kierowca         | Konstruktor | Czas     | Okr. |
| -- | ---------------- | ----------- | -------- | ---- |
| 1  | Sebastian Vettel | Red Bull    | 1:43,964 | 54   |

## Prowadzenie w wyścigu
| Nr                              | Kierowca       | Okrążenia | Suma |
| ------------------------------- | -------------- | --------- | ---- |
| 9                               | Kimi Räikkönen | 19-55     | 36   |
| 4                               | Lewis Hamilton | 1-19      | 19   |
| \| Wykres \| \| ------ \| \| \| |                |           |      |
| Wykres                          |                |           |      |
|                                 |                |           |      |

## Klasyfikacja po wyścigu

### Kierowcy
| P  | +/− | Kierowca           | Starty | Punkty | P1 | P2 | P3 | PP | NO | NS |
| -- | --- | ------------------ | ------ | ------ | -- | -- | -- | -- | -- | -- |
| 1  | 0   | Sebastian Vettel   | 18     | 255    | 5  | 2  | 2  | 5  | 5  | 1  |
| 2  | 0   | Fernando Alonso    | 18     | 245    | 3  | 4  | 4  | 2  | –  | 2  |
| 3  | 0   | Kimi Räikkönen     | 18     | 198    | 1  | 3  | 3  | –  | 2  | –  |
| 4  | 0   | Mark Webber        | 18     | 167    | 2  | 1  | 1  | 2  | 1  | 1  |
| 5  | 0   | Lewis Hamilton     | 18     | 165    | 3  | –  | 3  | 6  | –  | 4  |
| 6  | 0   | Jenson Button      | 18     | 153    | 2  | 3  | –  | 1  | 2  | 2  |
| 7  | +2  | Felipe Massa       | 18     | 95     | –  | 1  | –  | –  | –  | 1  |
| 8  | −1  | Nico Rosberg       | 18     | 93     | 1  | 1  | –  | 1  | 2  | 3  |
| 9  | −1  | Romain Grosjean    | 17     | 90     | –  | 1  | 2  | –  | 1  | 6  |
| 10 | 0   | Sergio Pérez       | 18     | 66     | –  | 2  | 1  | –  | 1  | 5  |
| 11 | 0   | Kamui Kobayashi    | 18     | 58     | –  | –  | 1  | –  | 1  | 4  |
| 12 | 0   | Nico Hülkenberg    | 18     | 49     | –  | –  | –  | –  | 1  | 2  |
| 13 | 0   | Paul di Resta      | 18     | 46     | –  | –  | –  | –  | –  | 1  |
| 14 | +1  | Pastor Maldonado   | 18     | 43     | 1  | –  | –  | 1  | –  | 4  |
| 15 | −1  | Michael Schumacher | 18     | 43     | –  | –  | 1  | –  | 1  | 7  |
| 16 | 0   | Bruno Senna        | 18     | 30     | –  | –  | –  | –  | 1  | 1  |
| 17 | 0   | Jean-Éric Vergne   | 18     | 12     | –  | –  | –  | –  | –  | 3  |
| 18 | 0   | Daniel Ricciardo   | 18     | 10     | –  | –  | –  | –  | –  | 1  |
| 19 | 0   | Timo Glock         | 17     | 0      | –  | –  | –  | –  | –  | 1  |
| 20 | 0   | Heikki Kovalainen  | 18     | 0      | –  | –  | –  | –  | –  | 1  |
| 21 | 0   | Witalij Pietrow    | 17     | 0      | –  | –  | –  | –  | –  | 3  |
| 22 | 0   | Jérôme d’Ambrosio  | 1      | 0      | –  | –  | –  | –  | –  | –  |
| 23 | 0   | Charles Pic        | 18     | 0      | –  | –  | –  | –  | –  | 5  |
| 24 | 0   | Narain Karthikeyan | 17     | 0      | –  | –  | –  | –  | –  | 7  |
| 25 | 0   | Pedro de la Rosa   | 17     | 0      | –  | –  | –  | –  | –  | 4  |
| P  | +/− | Kierowca           | Starty | Punkty | P1 | P2 | P3 | PP | NO | NS |

### Konstruktorzy
| P  | +/− | Konstruktor          | Starty | Punkty | P1 | P2 | P3 | PP | NO | NS |
| -- | --- | -------------------- | ------ | ------ | -- | -- | -- | -- | -- | -- |
| 1  | 0   | Red Bull-Renault     | 36     | 422    | 7  | 3  | 3  | 7  | 6  | 2  |
| 2  | 0   | Ferrari              | 36     | 340    | 3  | 5  | 4  | 2  | –  | 3  |
| 3  | 0   | McLaren-Mercedes     | 36     | 318    | 5  | 3  | 3  | 7  | 2  | 6  |
| 4  | 0   | Lotus-Renault        | 36     | 288    | 1  | 4  | 5  | –  | 3  | 6  |
| 5  | 0   | Mercedes             | 36     | 136    | 1  | 1  | 1  | 1  | 3  | 10 |
| 6  | 0   | Sauber-Ferrari       | 36     | 124    | –  | 2  | 2  | –  | 2  | 8  |
| 7  | 0   | Force India-Mercedes | 36     | 95     | –  | –  | –  | –  | 1  | 3  |
| 8  | 0   | Williams-Renault     | 36     | 73     | 1  | –  | –  | 1  | 1  | 5  |
| 9  | 0   | Toro Rosso-Ferrari   | 36     | 22     | –  | –  | –  | –  | –  | 5  |
| 10 | 0   | Marussia-Cosworth    | 35     | 0      | –  | –  | –  | –  | –  | 6  |
| 11 | 0   | Caterham-Renault     | 35     | 0      | –  | –  | –  | –  | –  | 4  |
| 12 | 0   | HRT-Cosworth         | 34     | 0      | –  | –  | –  | –  | –  | 11 |
| P  | +/− | Konstruktor          | Starty | Punkty | P1 | P2 | P3 | PP | NO | NS |